# Чуетел Еџиофор
Чуетел Еџиофор  (енгл. Chiwetel Ejiofor, : ; Лондон, 10. јул 1977) британски је филмски, телевизијски и позоришни глумац. Након што се 1995. године уписао у Национално позориште младих и добио стипендију на Лондонској академији музичких и драмских уметности, Стивен Спилберг га је као 19-годишњака са завршеним тромесечним курсем позвао да игра споредну улогу Џејмса Ковија у историјској драми Амистад.
Еџиофор је најпознатији по улози Оквија у криминалистичкој драми Слатке покварене ствари (2002), Оперативца у спејс вестерну Свемирски брод Спокој (2005), Лоле у драмској комедији На високим потпетицама (2005), Лука у научнофантастичном трилеру Потомци (2006), др Хелмслија у научнофантастичној катастрофи 2012 (2009) и др Капура у научнофантастичној драми Марсовац (2015). Играо је Соломона Нортапа у историјској драми Дванаест година ропства (2013), улога за коју је био номинован за Оскара и Златни глобус и за коју је добио награду BAFTA (за најбољег глумца). Био је номинован и за Еми за своју улогу Луиса Лестера у телевизијској драми Плес по рубу (2014).
Чуетел Еџиофор је добио више од 50 награда и био номинован више од 60 пута, што укључује награду BAFTA за будућу звезду (2006), пет номинација за Златни глобус (2006, 2013; 2006, 2009, 2013), те награду Лоренс Оливије за најбољег глумца у изведби представе Отело (2008). Године 2008. је од краљице Елизабете добио титулу ’официра’, због изузетног доприноса британској уметности. Седам година после, на церемонији 2015 Birthday Honours, унапређен је у ’командира’.

## Филмографија
| Улоге Чуетела Еџиофора |                                      |                                 |                            |                                        |
| Година                 | Српски назив                         | Изворни назив                   | Улога                      | Напомена                               |
| 1997.                  | Амистад                              | Amistad                         | поручник Џејмс Кови        |                                        |
| 1999.                  | Г:МТ — Гриничко средње време         | G:MT – Greenwich Mean Time      | Рикс                       |                                        |
| 2002.                  | Слатке покварене ствари              | Dirty Pretty Things             | Окви                       |                                        |
| 2003.                  | Заправо љубав                        | Love Actually                   | Питер                      |                                        |
| 2004.                  | Она ме мрзи                          | She Hate Me                     | Френк Вилис                |                                        |
| 2004.                  | Црвена прашина                       | Red Dust                        | Алекс Мпондо               |                                        |
| 2004.                  | Мелинда и Мелинда                    | Melinda and Melinda             | Елис                       |                                        |
| 2005.                  | Четири брата                         | Four Brothers                   | Виктор Свит                |                                        |
| 2005.                  | Свемирски брод Спокој                | Serenity                        | Оперативац                 |                                        |
| 2005.                  | Споро сагоревање                     | Slow Burn                       | Тај Трипин                 |                                        |
| 2005.                  | На високим потпетицама               | Kinky Boots                     | Сајмон / Лола              |                                        |
| 2006.                  | Човек изнутра                        | Inside Man                      | детектив Бил Мичел         |                                        |
| 2006.                  | Потомци                              | Children of Men                 | Лук                        |                                        |
| 2007.                  | Причај ми                            | Talk to Me                      | Дјуи Хјуз                  |                                        |
| 2007.                  | Амерички гангстер                    | American Gangster               | Хјуи Лукас                 |                                        |
| 2008.                  | Црвени појас                         | Redbelt                         | Мајк Тери                  |                                        |
| 2008.                  | Ударач                               | Slapper                         | —                          | кратки филм; само сценариста и режисер |
| 2009.                  | Крај игре                            | Endgame                         | Табо Мбеки                 |                                        |
| 2009.                  | 2012                                 | 2012                            | др Ејдријан Хелмсли        |                                        |
| 2010.                  | Со                                   | Salt                            | Пибоди                     |                                        |
| 2013.                  | Савана                               | Savannah                        | Крисмас Мултри             |                                        |
| 2013.                  | Дванаест година ропства              | 12 Years a Slave                | Соломон Нортап             |                                        |
| 2013.                  | Пола жутог сунца                     | Half of a Yellow Sun            | Оденигбо                   |                                        |
| 2015.                  | З за Закарију                        | Z for Zachariah                 | Лумис                      |                                        |
| 2015.                  | Марсовац                             | The Martian                     | Винсент Капур              |                                        |
| 2015.                  | Тајна у њиховим очима                | Secret in Their Eyes            | Реј                        |                                        |
| 2016.                  | Три деветке                          | Triple 9                        | Мајкл Атвуд                |                                        |
| 2016.                  | Доктор Стрејнџ                       | Doctor Strange                  | Карл Мордо                 |                                        |
| 2019.                  | Краљ лавова                          | The Lion King                   | Скар                       | глас                                   |
| 2019.                  | Грдана — господарица зла             | Maleficent: Mistress of Evil    | Конал                      |                                        |
| 2020.                  | Стара гарда                          |                                 | Џејмс Копли                |                                        |
| 2021.                  | Закључани                            |                                 | Пакстон                    |                                        |
| 2022.                  | Доктор Стрејнџ у мултиверзуму лудила |                                 | Карл Мордо                 |                                        |
| 2024.                  | Веном 3: Последњи плес               |                                 | Рекс Стрикланд             |                                        |
| 2025.                  | Бриџет Џоунс: Луда за њим            |                                 | господин Волакер           |                                        |
| 2025.                  | Стара гарда 2                        |                                 | Џејмс Копли                |                                        |
| Телевизија             |                                      |                                 |                            |                                        |
| 1996.                  | Смртоносно путовање                  | Deadly Voyage                   | Ебоу                       | телевизијски филм                      |
| 2001.                  | Умишљено убиство                     | Murder in Mind                  | Д. С. Макоркиндејл         | епизода: Teacher                       |
| 2003.                  | Дванаеста ноћ                        | Twelfth Night                   | Орсино                     | телевизијски филм                      |
| 2003.                  | Поверење                             | Trust                           | Ешли Картер                | 6 епизода                              |
| 2003.                  | Кентерберијске приче                 | The Canterbury Tales            | Пол                        | адаптација прича Џефрија Чосера        |
| 2006.                  | Цунами: Последице                    | Tsunami: The Aftermath          | Ијан Картер                | сегмент: The Knight's Tale             |
| 2007.                  | Дељење: Дан када је Индија горела    | Partition: The Day India Burned | наратор                    | документарни филм                      |
| 2011.                  | Линија раздвајања                    | The Shadow Line                 | Џона Гејбријел             | 7 епизода                              |
| 2013.                  | Плес по рубу                         | Dancing on the Edge             | Луис Лестер                | 6 епизода                              |
| 2013.                  | Фил Спектор                          | Phil Spector                    | лажни тужилац              | телевизијски филм                      |
| Позориште              |                                      |                                 |                            |                                        |
| 1995.                  | Отело                                | Othello                         | Отело                      |                                        |
| 1996.                  | Отело                                | Othello                         | Отело                      |                                        |
| 1997.                  | Макбет                               | Macbeth                         | Малколм                    |                                        |
| 1999.                  | Спарклшарк                           | Sparkleshark                    | Расел                      |                                        |
| 2000.                  | Плаво/наранџасто                     | Blue/Orange                     | Крис                       |                                        |
| 2000.                  | Ромео и Јулија                       | Romeo and Juliet                | Ромео Монтеки              |                                        |
| 2000.                  | Пер Гинт                             | Peer Gynt                       | млади Пер Гинт             |                                        |
| 2002.                  | Вртлог                               | The Vortex                      | Ники Ланкастер             |                                        |
| 2007.                  | Галеб                                | The Seagull                     | Борис Алексејевич Тригорин |                                        |
| 2007.                  | Отело                                | Othello                         | Отело                      |                                        |
| 2013.                  | Време у Конгу                        | A Season in the Congo           | Патрис Лумумба             |                                        |
| 2015.                  | Обични човек                         | Everyman                        | обични човек               |                                        |